# 洗劍亭 (滿浦市)

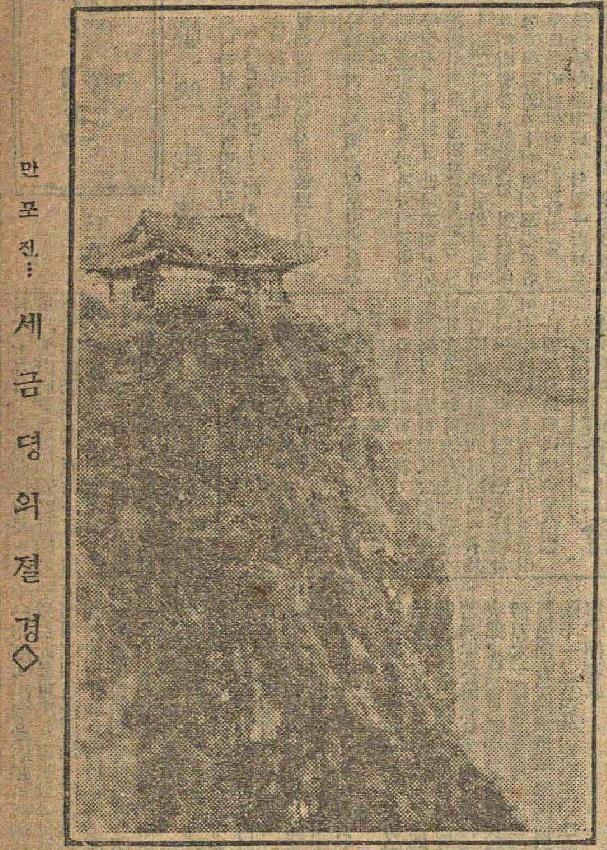
《每日新報 (朝鮮)》1923年5月5日版第3面所繪滿浦洗劍亭

洗劍亭（：／）是朝鲜民主主义人民共和国慈江道滿浦市洗劍洞鸭绿江畔的亭，列關西八景。1938年遭燒燬。2019年6月，朝鮮民主主義人民共和國開始修復，預計次年內完工。

## 位置
在彰義門外，滿春臺旁。